# Ібен Александер
Ібен Александер III  (англ. Eben Alexander III) — американський нейрохірург з 25-річним стажем. Насамперед відомий як автор книги «Доказ безсмертя. Подорож нейрохірурга в іншій світ» (2012).

## Біографія
Народився 11 грудня 1953 року в місті Шарлотт, Північна Кароліна, США. Виховувався у прийомній сім'ї науковців, юристів та лікарів. Зокрема, його названим батьком став нейрохірург Ібен Александер-молодший. Навчався в Академії Філліпса в Екссетере (випуск 1972), а вищу освіту здобував в Університеті Північної Кароліни в Чапел-Гілл (ступінь бакалавра 1975) та Дюкському університеті (ступінь магістра 1981). Ібен Александер викладав у Гарвардській медичній школі та багатьох інших престижних вищих навчальних закладах США. Також він є членом Американської медичної асоціації.

## Твори
2012 року видав свою дебютну книгу «Доказ безсмертя. Подорож нейрохірурга в іншій світ» (англ. Proof of Heaven: A Neurosurgeon's Journey into the Afterlife), яка розповідає про його власну подорож на той світ під час семиденної коми, спричиненої внаслідок бактеріального менінгіту у 2008 році. У своїй праці Ібен стверджує, що науці під силу довести, що мозок не творить свідомість, яка продовжує існувати й після нашої фізичної смерті. Книга, проте, викликала шквал критики з боку науковців.
У жовтні 2014 року світ побачила ще одна Ібенова книга «Мапа небес: Як наука, релігія та звичайні люди доводять існування іншого світу» (англ. The Map of Heaven: How Science, Religion, and Ordinary People Are Proving the Afterlife), у якій знову-таки стверджується про життя після смерті та незалежність свідомості та мозку. Як доказ цієї точки зору, у книзі наводяться цитати філософів, науковців, релігійних діячів та листи читачів, які описують схожий досвіт подорожі на той світ.
На 17 жовтня 2017 року запланований вихід третьої книги — «Життя в пам'ятливому всесвіті» (англ. Living in a Mindful Universe), де досліджується «справжня природа свідомості, шлях досягнення гармонії з всесвітом і наша вища ціль».

## Українські переклади
- Ібен Александер. Доказ безсмертя. Подорож нейрохірурга в іншій світ. — К. : КМ-Букс, 2017. — ISBN 978-617-7498-97-0.